# Casa Antoni Aguilar
La Casa Antoni Aguilar és una obra modernista de Vic (Osona) protegida com a Bé Cultural d'Interès Local.

## Descripció
Casa entre mitgera i d'un sol tram. Consta de planta baixa, dos pisos i terrassa. És de planta rectangular i coberta a dues vessants amb el carener paral·lel a la façana. El vessant d'aquesta part és més curt, ja que deixa pas a una terrassa. La balustrada, de pedra artificial, s'inscriu, al seu centre, una àguila de grosses dimensions que sembla vigilar el carrer. Els portals són d'arc rebaixat i les finestres en forma d'ogiva. A nivell de primer pis sobresurt una tribuna mentre en el segon pis s'hi obre un balcó. Tant la terrassa com el balcó són sostinguts per modillons. La façana és decorada amb estucs i ferro forjat.

## Història
Amb l'expansió urbana de Vic, a principis del segle xx, és traçà el nou c/ Torras i Babes que venia a substituir els c/ Santa Teresa a la sortida de Vic cap a la carretera de Sant Hilari, que promogué més tard la urbanització cap el sector de llevant de la ciutat fins a enllaçar amb els edificis del c/ dels Caputxins i cap a la carretera de Roda. Aquesta casa forma part d'un conjunt de cases modernistes que es troben en aquest carrer.